# Giannino Antona Traversi
Giannino Antona Traversi (Milà, el 7 de març de 1860 - Verona, el 26 de desembre de 1939) va ser un comediògraf italià. Els últims anys de la seva vida va signar també amb el cognom de la seva mare Antona-Traversi Grismondi, en record d'ella. Germà també del comediògraf Camillo Antona Traversi.

## Obra dramàtica
- La mattina dopo, comèdia en un acte.
- Per vanità!, escena única.
- Dura lex, drama en quatre actes.
- La Civetta, comèdia en tres actes.
- Il Braccialetto, comèdia en un acte.
- La prima volta, comèdia en un acte.
- La scuola del marito, comèdia en quatre actes.
- La scalata dell'Olimpo, comèdia en cinc actes.
- L'amica, comèdia en quatre actes.
- I giorni più lieti, comèdia en tres actes.
- La fedeltà dei mariti, comèdia en quatre actes.
- L'unica scusa, escena única.
- Viaggio di nozze, drama en tres actes.
- Curiosità mondana, comèdia en tres actes.
- Una moglie onesta, drama en tres actes.
- I martiri del lavoro, comèdia en tres actes.
- La madre, drama en quatre actes.
- Il paravento, comèdia en tres actes.
- Quegli che paga, comèdia en tres actes.
- Fiamma, tragèdia en quatre actes, en col·laboració de Francesco Pastonchi.
- La religione delle peccatrici, escena única
- La pelliccia di martora, novel·la escenificada.

## Traduccions al català
- El braçalet (Il braccialetto), traduïda per Joan Fabré Oliver. Publicada el 1909.
- El secret, traduïda per Joan Fabré Oliver i Manuel Marinel·lo. Publicada el 1912.